# Câu lạc bộ bóng đá Cảnh sát Lào
Câu lạc bộ Cảnh sát Lào trụ sở ở Viêng Chăn là câu lạc bộ bóng đá chuyên nghiệp của Lào đang thi đấu tại giải bóng đá hàng đầu quốc nội Lao Premier League.

## Thành tích

### Trong nước
- Lao Premier League
  - Vô địch (1): 2012[1]
- Cúp liên đoàn Lào:
  -  Vô địch (1): 2014

### Quốc tế
- Singapore Cup: 2 lần tham dự:

2013:Vòng 1
2015:Vòng 1